# Marcoing
Marcoing és un municipi francès, situat a la regió dels Alts de França, al departament del Nord. L'any 2006 tenia 1.873 habitants. Limita amb els municipis de Proville, Rumilly-en-Cambrésis, Masnières, Villers-Plouich, Ribécourt-la-Tour, Flesquières i Noyelles-sur-Escaut.

## Demografia
| 1962                                       | 1968  | 1975  | 1982  | 1990  | 1999  | 2006  |
| ------------------------------------------ | ----- | ----- | ----- | ----- | ----- | ----- |
| 2.128                                      | 1.839 | 2.015 | 2.132 | 2.104 | 1.932 | 1.873 |
| Des de 1962: població sense dobles comptes |       |       |       |       |       |       |

## Administració
| Període | Identitat     | Partit |
| ------- | ------------- | ------ |
| 2001-   | Didier Drieux |        |